# Список наград и номинаций игры Marvel’s Spider-Man
Spider-Man — компьютерная игра в жанре приключенческого экшена 2018 года, разработанная Insomniac Games и изданная Sony Interactive Entertainment. Основана на комиксах издательства Marvel Comics об одноимённом супергерое, а также других медиа с участием этого персонажа. По сюжету, защитник Нью-Йорка Человек-паук пытается помешать криминальному авторитету Мистеру Негативу распылить смертельный вирус по всему городу. В то же время альтер эго супергероя Питер Паркер сталкивается с личными трудностями в повседневной жизни. После анонса в 2016 году Spider-Man стала одной из самых ожидаемых игр 2018 года, в том числе по версии Golden Joystick Awards и The Game Awards.
Мировой релиз версии для PlayStation 4 состоялся 7 сентября 2018 года. Spider-Man получила преимущественно положительные отзывы от критиков. На сайте-агрегаторе рецензий Metacritic её средняя оценка составляет 87 баллов из 100 на основании 116 обзоров. Она заняла 15-е место на том же сайте среди самых высоко оценённых игр для PlayStation 4, релиз которых состоялся в 2018 году. За первые три дня выпуска Spider-Man было продано свыше 3,3 млн копий, в результате чего она стала самой быстро продаваемой игрой Sony для консолей и превзошла показатели God of War (3,1 млн), вышедшей в том же году. По оценке USA Today, за этот период Sony заработала не менее $ 198 млн, что превышает доход от кассовых сборов американского релиза фильма «Человек-паук: Возвращение домой» (2017) в размере $ 117 млн. На момент ноября 2018 года Spider-Man стала самой продаваемой игрой о супергероях в США. По состоянию на август 2019 года было продано более 13,2 млн физических и цифровых копий игры по всему миру, в результате чего Spider-Man стала одной из самых продаваемых игр для PlayStation 4.
Критики высоко оценили сюжет, персонажей, музыку и игру актёров озвучивания Spider-Man. На церемонии награждения Gamers’ Choice Awards 2018 игра получила восемь номинаций и победила в трёх из них: «любимая экшен игра, любимая одиночная игра и любимый персонаж» (Питер Паркер / Человек-паук в исполнении Юрия Ловенталя). На церемонии Национальной академии обозревателей торговли видеоиграми Spider-Man была номинирована на премию NAVGTR в двадцати одной категории и одержала победу в трёх: «инжиниринг, боевик по франшизе и драматическая роль второго плана» (Мэри Джейн Уотсон в исполнении Лоры Бэйли). На D.I.C.E. Awards 2022 игра получила одиннадцать номинаций, в том числе за «выдающиеся достижения в анимации», в которой одержала победу. На SXSW Gaming Awards 2019 Spider-Man получила признание за «выдающиеся достижения в анимации и конвергенции», а во время Game Critics Awards 2018 она была названа «лучшей консольной игрой» и «лучшим приключенческим экшеном»).
Spider-Man фигурировала в различных рейтингах лучших игр 2018 года: 1-е место по версии Wired, 2-е место по версии Apple Daily и Time, 3-е место по версии Complex, Push Square и Zero Punctuation, 5-е место по версии Electronic Gaming Monthly, 7-е место по версии GamesRadar+ и Giant Bomb, 9-е место по версии Polygon и USgamer и 10-е место по версии The Daily Telegraph. Shacknews, The Verge и Famitsu назвали её «игрой года».

## Награды
| Награда                                             | Дата                  | Категория                                                                               | Получатель(и) и номинант(ы)                  | Результат | Примечания    |
| --------------------------------------------------- | --------------------- | --------------------------------------------------------------------------------------- | -------------------------------------------- | --------- | ------------- |
| Премия «Энни»                                       | 2 февраля 2019 года   | Анимация персонажей в видеоиграх                                                        | Marvel’s Spider-Mand                         | Номинация | [ 35 ]        |
| Премия «BAFTA»                                      | 4 апреля 2019 года    | Награда за художественные достижения                                                    | Marvel’s Spider-Man                          | Номинация | [ 36 ]        |
| Премия «BAFTA»                                      | 4 апреля 2019 года    | Награда за достижения в области звука                                                   | Marvel’s Spider-Man                          | Номинация | [ 36 ]        |
| Премия «BAFTA»                                      | 4 апреля 2019 года    | Лучшее повествование                                                                    | Marvel’s Spider-Man                          | Номинация | [ 36 ]        |
| D.I.C.E. Awards                                     | 14 февраля 2019       | Выдающиеся достижения в анимации                                                        | Marvel’s Spider-Man                          | Победа    | [ 16 ] [ 17 ] |
| D.I.C.E. Awards                                     | 14 февраля 2019       | Выдающиеся достижения в художественном направлении                                      | Marvel’s Spider-Man                          | Номинация | [ 16 ] [ 17 ] |
| D.I.C.E. Awards                                     | 14 февраля 2019       | Выдающиеся достижения в развитии персонажа                                              | Питер Паркер / Человек-паук                  | Номинация | [ 16 ] [ 17 ] |
| D.I.C.E. Awards                                     | 14 февраля 2019       | Выдающееся достижение в музыке                                                          | Marvel’s Spider-Man                          | Номинация | [ 16 ] [ 17 ] |
| D.I.C.E. Awards                                     | 14 февраля 2019       | Выдающиеся достижения в аудиодизайне                                                    | Marvel’s Spider-Man                          | Номинация | [ 16 ] [ 17 ] |
| D.I.C.E. Awards                                     | 14 февраля 2019       | Выдающиеся достижения в развитии сюжета                                                 | Marvel’s Spider-Man                          | Номинация | [ 16 ] [ 17 ] |
| D.I.C.E. Awards                                     | 14 февраля 2019       | Выдающиеся технические достижения                                                       | Marvel’s Spider-Man                          | Номинация | [ 16 ] [ 17 ] |
| D.I.C.E. Awards                                     | 14 февраля 2019       | Приключенческая игра года                                                               | Marvel’s Spider-Man                          | Номинация | [ 16 ] [ 17 ] |
| D.I.C.E. Awards                                     | 14 февраля 2019       | Выдающиеся достижения в игровом дизайне                                                 | Marvel’s Spider-Man                          | Номинация | [ 16 ] [ 17 ] |
| D.I.C.E. Awards                                     | 14 февраля 2019       | Выдающиеся достижения в режиссуре                                                       | Marvel’s Spider-Man                          | Номинация | [ 16 ] [ 17 ] |
| D.I.C.E. Awards                                     | 14 февраля 2019       | Игра года                                                                               | Marvel’s Spider-Man                          | Номинация | [ 16 ] [ 17 ] |
| Game Audio Network Guild Awards                     | 21 марта 2019 года    | Звук года                                                                               | Marvel’s Spider-Man                          | Номинация | [ 37 ] [ 38 ] |
| Game Audio Network Guild Awards                     | 21 марта 2019 года    | Звуковой дизайн года                                                                    | Marvel’s Spider-Man                          | Номинация | [ 37 ] [ 38 ] |
| Game Audio Network Guild Awards                     | 21 марта 2019 года    | Музыка года                                                                             | Marvel’s Spider-Man                          | Номинация | [ 37 ] [ 38 ] |
| Game Audio Network Guild Awards                     | 21 марта 2019 года    | Лучший звук в синематиках и катсценах                                                   | Marvel’s Spider-Man                          | Номинация | [ 37 ] [ 38 ] |
| Game Audio Network Guild Awards                     | 21 марта 2019 года    | Лучший диалог                                                                           | Marvel’s Spider-Man                          | Победа    | [ 37 ] [ 38 ] |
| Game Audio Network Guild Awards                     | 21 марта 2019 года    | Лучший альбом с оригинальным саундтреком                                                | Marvel’s Spider-Man                          | Номинация | [ 37 ] [ 38 ] |
| The Game Awards                                     | 7 декабря 2017 года   | Самая ожидаемая игра                                                                    | Marvel’s Spider-Man                          | Номинация | [ 6 ]         |
| The Game Awards                                     | 6 декабря 2018 года   | Игра года                                                                               | Marvel’s Spider-Man                          | Номинация | [ 39 ]        |
| The Game Awards                                     | 6 декабря 2018 года   | Лучшая игровая режиссура                                                                | Marvel’s Spider-Man                          | Номинация | [ 39 ]        |
| The Game Awards                                     | 6 декабря 2018 года   | Лучшее игровое повествование                                                            | Marvel’s Spider-Man                          | Номинация | [ 39 ]        |
| The Game Awards                                     | 6 декабря 2018 года   | Лучший саундтрек                                                                        | Marvel’s Spider-Man                          | Номинация | [ 39 ]        |
| The Game Awards                                     | 6 декабря 2018 года   | Лучшее звуковое оформление                                                              | Marvel’s Spider-Man                          | Номинация | [ 39 ]        |
| The Game Awards                                     | 6 декабря 2018 года   | Лучшая актёрская игра                                                                   | Юрий Ловенталь — Питер Паркер / Человек-паук | Номинация | [ 39 ]        |
| The Game Awards                                     | 6 декабря 2018 года   | Лучшая приключенческая экшн-игра                                                        | Marvel’s Spider-Man                          | Номинация | [ 39 ]        |
| Game Critics Awards                                 | 5 июля 2018 года      | Лучшая игра выставки                                                                    | Marvel’s Spider-Man                          | Номинация | [ 19 ]        |
| Game Critics Awards                                 | 5 июля 2018 года      | Лучшая консольная игра                                                                  | Marvel’s Spider-Man                          | Победа    | [ 19 ]        |
| Game Critics Awards                                 | 5 июля 2018 года      | Лучшая приключенческая экшн-игра                                                        | Marvel’s Spider-Man                          | Победа    | [ 19 ]        |
| Game Developers Choice Awards                       | 20 марта 2019 года    | Лучший звук                                                                             | Marvel’s Spider-Man                          | Номинация | [ 40 ]        |
| Game Developers Choice Awards                       | 20 марта 2019 года    | Лучший дизайн                                                                           | Marvel’s Spider-Man                          | Номинация | [ 40 ]        |
| Game Developers Choice Awards                       | 20 марта 2019 года    | Лучшее повествование                                                                    | Marvel’s Spider-Man                          | Номинация | [ 40 ]        |
| Game Developers Choice Awards                       | 20 марта 2019 года    | Лучшая технология                                                                       | Marvel’s Spider-Man                          | Номинация | [ 40 ]        |
| Game Developers Choice Awards                       | 20 марта 2019 года    | Лучшее визуальное оформление                                                            | Marvel’s Spider-Man                          | Номинация | [ 40 ]        |
| Game Developers Choice Awards                       | 20 марта 2019 года    | Игра года                                                                               | Marvel’s Spider-Man                          | Номинация | [ 40 ]        |
| Gamers’ Choice Awards                               | 9 декабря 2018 года   | Любимая игра                                                                            | Marvel’s Spider-Man                          | Номинация | [ 13 ] [ 14 ] |
| Gamers’ Choice Awards                               | 9 декабря 2018 года   | Любимая экшен игра                                                                      | Marvel’s Spider-Man                          | Победа    | [ 13 ] [ 14 ] |
| Gamers’ Choice Awards                               | 9 декабря 2018 года   | Любимая одиночная игра                                                                  | Marvel’s Spider-Man                          | Победа    | [ 13 ] [ 14 ] |
| Gamers’ Choice Awards                               | 9 декабря 2018 года   | Любимый персонаж                                                                        | Питер Паркер / Человек-паук                  | Победа    | [ 13 ] [ 14 ] |
| Gamers’ Choice Awards                               | 9 декабря 2018 года   | Любимый актёр озвучивания                                                               | Юрий Ловенталь — Питер Паркер / Человек-паук | Номинация | [ 13 ] [ 14 ] |
| Gamers’ Choice Awards                               | 9 декабря 2018 года   | Любимая актриса озвучивания                                                             | Лора Бэйли — Мэри Джейн Уотсон               | Номинация | [ 13 ] [ 14 ] |
| Gamers’ Choice Awards                               | 9 декабря 2018 года   | Любимая актриса озвучивания                                                             | Тара Плэтт — Юри Ватанабэ                    | Номинация | [ 13 ] [ 14 ] |
| Gamescom                                            | 21 августа 2018 года  | Лучшая экшен игра                                                                       | Marvel’s Spider-Man                          | Номинация | [ 41 ] [ 42 ] |
| Gamescom                                            | 21 августа 2018 года  | Лучшая игра для PlayStation 4                                                           | Marvel’s Spider-Man                          | Победа    | [ 41 ] [ 42 ] |
| Golden Joystick Awards                              | 18 ноября 2016 года   | Самая ожидаемая игра                                                                    | Marvel’s Spider-Man                          | Номинация | [ 4 ] [ 43 ]  |
| Golden Joystick Awards                              | 17 ноября 2017 года   | Самая ожидаемая игра                                                                    | Marvel’s Spider-Man                          | Номинация | [ 5 ] [ 44 ]  |
| Golden Joystick Awards                              | 16 ноября 2018 года   | Лучшая история                                                                          | Marvel’s Spider-Man                          | Номинация | [ 45 ] [ 46 ] |
| Golden Joystick Awards                              | 16 ноября 2018 года   | Игра года для PlayStation                                                               | Marvel’s Spider-Man                          | Номинация | [ 45 ] [ 46 ] |
| Golden Joystick Awards                              | 16 ноября 2018 года   | Величайшая игра года                                                                    | Marvel’s Spider-Man                          | Номинация | [ 45 ] [ 46 ] |
| Премия «Харви»                                      | 4 октября 2019 года   | Лучшая адаптация комикса                                                                | Marvel’s Spider-Man                          | Номинация | [ 47 ]        |
| Hollywood Music in Media Awards                     | 14 ноября 2018 года   | Лучший игровой саундтрек                                                                | Marvel’s Spider-Man                          | Номинация | [ 48 ] [ 49 ] |
| Italian Video Game Awards                           | 11 апреля 2019 года   | Выбор зрителей                                                                          | Marvel’s Spider-Man                          | Номинация | [ 50 ]        |
| Italian Video Game Awards                           | 11 апреля 2019 года   | Игра года                                                                               | Marvel’s Spider-Man                          | Номинация | [ 50 ]        |
| Italian Video Game Awards                           | 11 апреля 2019 года   | Лучший игровой дизайн                                                                   | Marvel’s Spider-Man                          | Номинация | [ 50 ]        |
| Italian Video Game Awards                           | 11 апреля 2019 года   | Лучший персонаж                                                                         | Питер Паркер / Человек-паук                  | Номинация | [ 50 ]        |
| Japan Game Awards                                   | 12 сентября 2019 года | Награда за выдающиеся достижения                                                        | Marvel’s Spider-Man                          | Победа    | [ 51 ] [ 52 ] |
| New York Game Awards                                | 22 января 2019 года   | Премия «Big Apple» за лучшую игру года                                                  | Marvel’s Spider-Man                          | Номинация | [ 53 ]        |
| New York Game Awards                                | 22 января 2019 года   | Премия «Great White Way» за лучшую роль в игре                                          | Лора Бэйли — Мэри Джейн Уотсон               | Номинация | [ 53 ]        |
| Nickelodeon Kids’ Choice Awards                     | 23 марта 2019 года    | Любимая игра                                                                            | Marvel’s Spider-Man                          | Номинация | [ 54 ]        |
| SXSW Gaming Awards                                  | 16 марта 2019 года    | Выдающиеся достижения в художественном направлении                                      | Marvel’s Spider-Man                          | Номинация | [ 18 ]        |
| SXSW Gaming Awards                                  | 16 марта 2019 года    | Выдающиеся достижения в анимации                                                        | Marvel’s Spider-Man                          | Победа    | [ 18 ]        |
| SXSW Gaming Awards                                  | 16 марта 2019 года    | Выдающиеся достижения в игровом процессе                                                | Marvel’s Spider-Man                          | Номинация | [ 18 ]        |
| SXSW Gaming Awards                                  | 16 марта 2019 года    | Выдающиеся технические достижения                                                       | Marvel’s Spider-Man                          | Номинация | [ 18 ]        |
| SXSW Gaming Awards                                  | 16 марта 2019 года    | Выдающиеся достижения в повествовании                                                   | Marvel’s Spider-Man                          | Номинация | [ 18 ]        |
| SXSW Gaming Awards                                  | 16 марта 2019 года    | Выдающиеся достижения в конвергенции                                                    | Marvel’s Spider-Man                          | Победа    | [ 18 ]        |
| SXSW Gaming Awards                                  | 16 марта 2019 года    | Популярная игра года                                                                    | Marvel’s Spider-Man                          | Номинация | [ 18 ]        |
| SXSW Gaming Awards                                  | 16 марта 2019 года    | Игра года                                                                               | Marvel’s Spider-Man                          | Номинация | [ 18 ]        |
| Премия Общества специалистов по визуальным эффектам | 5 февраля 2019 года   | Выдающееся исполнение анимированного персонажа в эпизоде или проекте в реальном времени | Отто Октавиус / Доктор Осьминог              | Номинация | [ 55 ]        |
| Премия Общества специалистов по визуальным эффектам | 5 февраля 2019 года   | Выдающиеся визуальные эффекты в проекте реального времени                               | Marvel’s Spider-Man                          | Номинация | [ 55 ]        |
| Премия Гильдии сценаристов США                      | 17 февраля 2019 года  | Выдающийся сценарий в видеоигре                                                         | Marvel’s Spider-Man                          | Номинация | [ 56 ] [ 57 ] |

## Другие награды

### Награды и номинации за лучшую игру
Spider-Man фигурировала в различных списках лучших игр 2018 года: 1-е место по версии Wired, 2-е место по версии Apple Daily, Hot Press, Maxim, Stuff, Time и Troy Daily News, 3-е место по версии Complex, France Info, Игромании, Morning Star, Push Square, The Ringer и Zero Punctuation, 4-е место по версии Gry Online, The Michigan Daily, National Post и NRK P3, 5-е место по версии Electronic Gaming Monthly, Libertad Digital и Vulture, 6-е место по версии IGN Italy и Rolling Stone Italy, 7-е место по версии GamesRadar+, Giant Bomb, Knack Focus, The Mercury News и The Star, 8-е место по версии HuffPost Brazil, 9-е место по версии Polygon и USgamer и 10-е место по версии The Daily Telegraph. Shacknews, The Verge и Famitsu назвали её «игрой года». В аналогичной категории Spider-Man получила номинации от CNews, Eurogamer, Fox Sports Asia, GameSpot, IGN и news.com.au.

### Другие номинации

#### Церемонии награждения
Australian Games Awards и Brazil Game Awards номинировали Marvel’s Spider-Man в категориях «лучший приключенческий экшен года» и «лучшая игра года». Также Brazil Game Awards отметила игру в следующих номинациях: «лучшая оригинальная игру, лучшая консольная игра, лучший саундтрек и лучшая озвучка на португальском языке», а её разработчика Insomniac как «лучшую студию». На церемонии The Global Game Awards Spider-Man была удостоена номинаций в четырёх категориях: «игра года, лучший экшен, лучший открытый мир и «лучшее визуальное оформление», а Insomniac получила награду как «лучший разработчик». Организаторы церемонии New York Game Awards номинировали игру на премию Big Apple в категории «лучшая игра года». Актриса Лора Бэйли получила награду Great White Way за озвучивание героини Мэри Джейн Уотсон.
Представители Национальной академии обозревателей торговли видеоиграми отметили Spider-Man в 22 категориях: «игра года, художественная анимация, техническая анимация, художественная современная режиссура, настройка камеры в игровом движке, дизайн персонажей, дизайн управления, дизайн костюмов, дизайн франшизы, режиссура в игровом кино, техническая графика, освещение / текстурирование, оригинальная драматическая музыка во франшизе, монтаж звука в игровом кино, звуковые эффекты и драматический сценарий»; они же присудили её победу в трёх номинациях: «лучшая игра, лучшая франшиза и лучшая техническая составляющая». Актёры озвучивания также получили номинации в категориях «лучшая драматическая роль» (Юрий Ловенталь — Питер Паркер / Человек-паук) и «лучшая драматическая роль второго плана» (Лора Бэйли — Мэри Джейн Уотсон и Уильям Салиерс — Отто Октавиус / Доктор Осьминог).

#### Игровые издания
Spider-Man получила «Серебро» (эквивалентное 3-му месту) от PlayStation Blog в следующих категориях: «лучшее повествование, лучшая графика, лучший звук, лучший саундтрек, лучшая роль и лучшая игра для PlayStation 4». Также PlayStation Blog дал ей «Золото» (эквивалентное 2-му месту) как «лучшему эксклюзиву для консоли PlayStation». Insomniac Games получила «Серебро» в номинации «студия года».
Spider-Man победила в категории «лучшая игра» по версии Digital Trends и была удостоена номинации за «лучшую историю» от Giant Bomb. IGN отметил проект в следующих категориях: «лучшая игровая история, лучшая игра для PlayStation 4 и лучшая приключенческая игра». Игра заняла 2-е место в четырёх категориях IGN Australia: «лучший аудиодизайн, лучший игровой дизайн, лучшее повествование и игра года». The Games Machine номинировала игру в следующих категориях: «лучшая экшн-игра, лучший открытый мир, игра года и „расскажи мне историю“». Она получила награду от Inner Circle Games Network как «лучший приключенческий экшен» и Excellence Prize от Famitsu Awards.